# Enrico Schievano
Enrico Schievano (Verona, 1º agosto 1913 – Villamajor, 26 agosto 1937) è stato un militare e aviatore italiano, decorato di Medaglia d'oro al valor militare alla memoria nel corso della guerra civile spagnola.

## Biografia
Nacque a Verona il 1 agosto 1913. Conseguì a Vicenza il diploma di perito tecnico meccanico elettricista presso l'Istituto nazionale industriale A. Rossi, e fu assunto come progettista meccanico presso la locale Società I.V.E.M. Appassionato sportivo nel 1934 conseguì il brevetto di pilota premilitare presso l'aeroporto "Tommaso Dal Molin" di Vicenza, e l'anno successivo, nel mese di aprile, fu arruolato nella Regia Aeronautica. Nominato sottotenente di complemento nel ruolo naviganti, fu inviato a frequentare la Scuola bombardamento sull'aeroporto della Malpensa, a Milano. Il 29 gennaio 1936 ottenne il brevetto di pilota militare su apparecchio Fiat C.R.20. A partire dal 1º febbraio fu assegnato in servizio alla 96ª Squadriglia del 4º Stormo Caccia Terrestre di stanza a Gorizia, dove rimase fino al 17 febbraio 1937. Assegnato all'Aviazione Legionaria quel giorno partì per combattere nella guerra di Spagna, in servizio presso la 20ª Squadriglia del XXIII Gruppo. Cadde in combattimento il 26 agosto 1937 a Villamajor, quando gli erano state attribuite quattro vittorie aeree, e fu decorato con la medaglia d'oro al valor militare alla memoria.

### Fonti
1. 1 2 3 4 5 6 7  Combattenti Liberazione.
2. 1 2  Gruppo Medaglie d'Oro al Valor Militare 1965, p. 247.
3. 1 2  Ufficio Storico dell'Aeronautica Militare 1969, p. 113.
4. ↑  Medaglie d'oro al valor militare sul sito della Presidenza della Repubblica